# Latosol
Latosol är en grupp av röda eller gulröda, tropiska vittringsjordarter, som innehåller rikligt med hydroxidmineral. Exempel på en sådan jordart är laterit.

## Egenskaper
Latosolernas röda färg kommer från oxider av järn och aluminium i jorden. Jordarterna har, på grund av den stora nederbörden i tropiska regioner, snabb urlakning och är beroende av regnskogens tillförsel av näringsämnen genom förmultning av växtmaterial och kan därigenom försörja en riklig vegetation med näring.
Latosolerna kan också utgöra god grund för jordbruk.